# Yondemasuyo, Azazel-san.
Yondemasuyo, Azazel-san. (よんでますよ、アザゼルさん。? lett. "Sei stato evocato, Azazel.") è un manga scritto e disegnato da Yasuhisa Kubo e pubblicato dal 2007 sulla rivista Evening di Kōdansha.
Il manga è stato adattato da Production I.G prima in una serie OAV e poi in una serie anime andata in onda dall'aprile 2011 al luglio 2011. Una seconda serie è stata trasmessa da aprile a giugno 2013.
Il manga è stato nominato per la seconda edizione del Manga Taishō nel 2009.

## Trama
Rinko Sakuma lavora part-time come assistente nell'agenzia investigativa di Akutabe, un detective in grado di evocare i demoni e usarli per risolvere i casi.

## Personaggi
Rinko Sakuma (佐隈 りん子?, Sakuma Rinko)
Doppiata da Rina Satō
Studentessa universitaria, lavora part-time per Akutabe come sua assistente. È legata da un contratto con Azazel (costretta da Akutabe). Inizialmente è ingenua e ha una forte moralità, oltre che una certa paura verso i demoni ma col passare del tempo inizia a diventare sempre più simile ad Akutabe. Si fa facilmente influenzare dal denaro.
Akutabe (芥辺?, Akutabe)
Doppiato da Daisuke Namikawa
Detective, molto esperto nell'evocare e usare i demoni, così come nel conoscere il mondo dell'occulto. Fa uso delle sue conoscenze per costringere i demoni a fargli fare ciò che vuole. Dimostra anche di essere molto potente, tanto da bloccare gli attacchi dei demoni e punirli. Si dimostra verso di loro crudele e sadistico, tanto che i demoni hanno il terrore di lui. È il capo di Sakuma, oltre ad essere il suo maestro.

### Demoni
Abitano all'Inferno. Per evocarli è necessario tracciare un cerchio complesso per terra e usare una formula scritta sui loro grimori, usando un qualche sacrificio perché accettino le richieste. La loro vita è legata ai grimori: se uno di questi viene portato in Paradiso, il demone rispettivo muore.
Azazel (アザゼル?, Azazeru)
Doppiato da Masaya Onosaka
Demone dall'aspetto canino. È un pervertito che molesta sessualmente le persone che lo circondano, in particolare Sakuma. È però terrorizzato da Akutabe e delle sue punizioni. La sua abilità è detta "Lussuria", con la quale più incitare questo comportamento nelle persone. Può rendere le persone attraenti, brutte e addirittura impotenti.
Beelzebub (ベルゼブブ?, Beruzebubu)
Doppiato da Hiroshi Kamiya
Amico d'infanzia di Azazel, appartenente a una famiglia prestigiosa dei demoni. Ha l'aspetto di un pinguino con un paio di ali sulla schiena, ma è in realtà un demone mosca che si nutre di feci. Può anche assumere un aspetto umano, come un principe biondo.
La sua abilità si chiama "Divulgazione": può costringere le persone a rivelare i loro desideri più intimi e la loro personalità segreta. Per potenziare il suo attacco può mangiare delle feci di capra. Azazel lo chiama "Beeyan".
Salamander (サラマンダー?, Saramandā)
Doppiata da Kazuya Nakai
Un demone con l'aspetto di una lucertola rossa. Inizialmente è stato evocato da un principiante, ma dal momento che era inesperto, Salamander ha dominato la sua personalità, sottomettendolo ai suoi ordini. Porta sempre una katana con lui ed ha personalità maschilista. Akutabe lo ha poi sconfitto facilmente.
La sua abilità si chiama Rivoluzione: può costringere una persona a credere alle parole che ha pronunciato, anche se sono in realtà cose a cui non crede. He always carries a Katana that is strapped to his waist. Azazel lo chiama Manda-han.
Undine (アンダイン?, Andain)
Doppiato da Yū Kobayashi
Demone sirena, in grado di assumere una forma umana (non molto affascinante in verità).
È innamorata di Akutabe ma non è corrisposta. La sua abilità è la "Gelosia", con cui può modificare a sua volontà l'aspetto di una donna quando prova gelosia verso di lei, per qualunque motivo. Le sue maledizioni svaniscono quando Undine è felice.
Moloch (モロク?, Moroku)
Doppiato da Tesshō Genda
Demone dall'aspetto di toro, al servizio di Akutabe. Stando ad Azazel e Beelzebub, è il demone più violento dell'Inferno e sono terrorizzati di lui, soprattutto quando è furioso. Persino Akutabe lo tiene in grande considerazione, considerandolo un demone di prima classe. La sua abilità è la "Violenza", ma non ne è conosciuto l'effetto. È stato ucciso da Sariel, quando il suo grimorio è stato portato in Paradiso. Azazel lo chiama Mossan.
Kiyoko (キヨコ?, Kiyoko)
Doppiata da Rie Kugimiya
Demone canino dal pelo rosa, simile a Azazel. È la sua amante.
Kōtarō Dōchin (堂珍 光太郎?, Dōchin Kōtarō)
Doppiato da Ryōko Shiraishi
È il nipote di un conoscente di Akutabe. Ha una personalità molto simile a quella di Azazel, se non ancora peggiore. Ha un contratto con Gusion.
Gusion (グシオン?, Gushion)
Doppiato da Noboru Yamaguchi
Demone scimmia, con un paio d'ali. Ha stipulato un contratto con Kotaro ma per farlo ha sacrificato i ricordi di suo nonno. La sua abilità è la "Dimenticanza", può divorare i ricordi altrui, soprattutto se sono ricordi cari.

### Angeli
Inviati da Dio sulla Terra, per recuperare i grimori dei demoni e portarli in Paradiso. Per legge non possono aiutare i mortali, limitandosi ad osservare. Posson intervenire sono quando è coinvolto un demone.
Sariel (サリエル?, Sarieru)
Doppiato da Takeshi Kusao
Angelo alla ricerca dei grimori, dalla personalità votata alla giustizia ma anche ipocrita. Ha rubato il grimorio di Moloch e l'ha portato in Paradiso, uccidendolo.
Zeruel (ゼルエル?, Zerueru)
Doppiato da Keiji Fujiwara
Un altro angelo alla ricerca dei grimori. Passa tutto il suo tempo a scalare montagne e guardare porno, dedicandosi ai suoi doveri all'ultimo minuto. Ha cercato di rubare il grimorio di Beelzebub ma ha fallito ed è diventato un angelo caduto.